# Камарго (Іллінойс)
Камарго (англ. Camargo) — селище (англ. village) в США, в окрузі Дуглас штату Іллінойс. Населення — 452 особи (2020).

## Географія
Камарго розташоване за координатами 39°47′56″ пн. ш. 88°10′6″ зх. д. / 39.79889° пн. ш. 88.16833° зх. д. (39.798808, -88.168291).  За даними Бюро перепису населення США в 2010 році селище мало площу 3,29 км², з яких 3,26 км² — суходіл та 0,03 км² — водойми.

## Демографія
Згідно з переписом 2010 року, у селищі мешкало 445 осіб у 194 домогосподарствах у складі 126 родин. Густота населення становила 135 осіб/км².  Було 208 помешкань (63/км²).
Расовий склад населення:
| - 98,7 % — білих |

До двох чи більше рас належало 0,7 %. Частка іспаномовних становила 2,7 % від усіх жителів.
За віковим діапазоном населення розподілялося таким чином: 22,5 % — особи молодші 18 років, 61,5 % — особи у віці 18—64 років, 16,0 % — особи у віці 65 років та старші. Медіана віку мешканця становила 45,3 року. На 100 осіб жіночої статі у селищі припадало 109,9 чоловіків;  на 100 жінок у віці від 18 років та старших — 99,4 чоловіків також старших 18 років.
Середній дохід на одне домашнє господарство  становив 51 833 долари США (медіана — 41 750), а середній дохід на одну сім'ю — 58 578 доларів (медіана — 50 833). За межею бідності перебувало 13,1 % осіб, у тому числі 17,4 % дітей у віці до 18 років та 7,0 % осіб у віці 65 років та старших.
Цивільне працевлаштоване населення становило 234 особи. Основні галузі зайнятості: освіта, охорона здоров'я та соціальна допомога — 25,2 %, роздрібна торгівля — 13,2 %, виробництво — 12,8 %.